# Ifigenia en Táuride (Desmarest y Campra)
Ifigenia en Táuride (título original en francés, Iphigénie en Tauride) es una tragédie en musique en cinco actos y un prólogo, comenzada por Desmarest alrededor del año 1696, sobre un texto de Joseph-François Duché de Vancy. Obligado a dejar Francia y marchar a Bélgica, y luego a España, dejó la obra inacabada. Fue terminada por André Campra con el concurso del libretista Antoine Danchet. Se debe a Campra todo el prólogo, la mayor parte del acto V, dos arias del acto I, un aria del acto II y del acto III, dos arias del acto IV.

## Personajes
| Personaje              | Tesitura                             | Reparto del estreno, el 6 de mayo de 1704 |
| ---------------------- | ------------------------------------ | ----------------------------------------- |
| Iphigénie              | dessus (soprano)                     | Mlle Desmatins                            |
| Diane                  | bas-dessus (mezzo-soprano/contralto) | Mlle Maupin (Julie d'Aubigny)             |
| Électre                | dessus                               | Mlle Armand                               |
| Oreste                 | basse-taille (bajo-barítono)         | Gabriel-Vincent Thévenard                 |
| L'Ordonnateur des Jeux | basse-taille                         | Charles Hardouin                          |
| Pylade                 | haute-taille (tenor)                 | M. Poussin                                |
| Triton                 | haute-contre                         | Pierre Chopelet                           |
| Thoas                  | basse-taille                         | Jean Dun (padre)                          |
| L'Océan                | basse-taille                         | Charles Hardouin                          |
| Isménide               | dessus                               | Mlle. Bataille                            |
| Un Habitant de Délos   | haute-contre                         | Jean Boutelou                             |
| le Grand Sacrificateur | haute-contre                         | Louis Mantienne                           |